# Naja mandalayensis
Naja mandalayensis é uma espécie de  cobra cuspideira endêmica da Zona Seca central de Mianmar.

## Etimologia
Naja mandalayensis foi descrita pela primeira vez pelos herpetologistas Wolfgang Wüster e Joseph Bruno Slowinski [en] em 2000. O nome genérico Naja é uma latinização da palavra sânscrita nāgá (नाग) que significa "cobra". O epíteto específico mandalayensis é latim e refere-se à cidade de Mandalay, uma grande cidade dentro da área de distribuição de N. mandalayensis.

## Descrição
Esta espécie de cobra tem comprimento médio e corpo robusto. O comprimento médio de um adulto varia de 1 a 1,2 m; podendo atingir até 1,4 m. A cabeça é elíptica, achatada, ligeiramente distinta do pescoço, com um focinho curto e arredondado e narinas grandes. O corpo é comprimido dorsoventralmente e subcilíndrico na parte posterior. Suas escamas são lisas e fortemente oblíquas. Os olhos são de tamanho moderado com pupilas redondas. O corpo desta espécie é marrom-amarelado a marrom opaco, com manchas mais escuras. A barriga é pálida com algumas manchas escuras. Os espécimes frequentemente apresentam coloração escura sob o queixo e a garganta, seguida por uma área mais pálida e clara, e depois por duas ou três faixas escuras no ventre do capuz. Esta espécie não possui marcações evidentes no dorso do capuz, embora uma marca em forma de monóculo possa estar presente, especialmente em alguns jovens. Como outras espécies de cobras cuspideiras, possuem um par de presas frontais fixas superiores altamente modificadas para "cuspir" veneno.

## Distribuição geográfica
Esta espécie é endêmica da Zona Seca central de Mianmar, abrangendo as divisões de Mandalay, Magway e Sagaing. A Zona Seca é uma área bem definida com um clima característico e uma extensão de menos de 20.000 km². Os poucos registros conhecidos desta cobra foram obtidos em áreas por toda essa região geral, e ela tem uma área de distribuição estimada de aproximadamente 18.500 km² com base nos dados registrados.

## Habitat
Esta espécie ocorre na Zona Seca central de Mianmar, uma área que recebe menos de 1.000 mm de chuva anualmente. A região é composta por savanas de acácia e dipterocarpaceae atrofiadas, embora a área esteja sendo intensivamente utilizada para fins agrícolas. Espécimes de Naja mandalayensis foram coletados em florestas secas e habitats secos de acácia.

## Comportamento e dieta
Esta espécie de cobra é predominantemente noturna, caçando ao entardecer ou à noite. Durante o dia, passam a maior parte do tempo estacionárias ou tomando sol. O comportamento de cuspir desta espécie é semelhante ao da N. siamensis, com base em observações anedóticas feitas por herpetologistas. As cobras N. mandalayensis são alertas e defensivas, rapidamente elevando a parte anterior do corpo e expandindo um capuz largo quando enfrentam uma ameaça. Pouca provocação é necessária para que cuspam. O veneno pode ser expelido eficientemente a pelo menos 2 m de distância. Além de cuspir, esta espécie frequentemente avança em direção à ameaça enquanto sibila alto, podendo até tentar morder.
Ela se alimenta principalmente de sapos e rãs, mas também pode consumir outras serpentes, pequenos mamíferos e, ocasionalmente, peixes.

## Veneno
Nada se sabe sobre o veneno desta espécie em particular. No entanto, como uma espécie de cobra cuspideira, o veneno provavelmente possui propriedades citotóxicas e neurotóxicas pós-sinápticas.